# Monetulites
Monetulites es un género de foraminífero bentónico considerado como nomen nudum e invalidado, aunque también considerado un sinónimo posterior de Nummulites de la familia Nummulitidae, de la superfamilia Nummulitoidea, del suborden Rotaliina y del orden Rotaliida. Su rango cronoestratigráfico abarcaba el Holoceno, por lo que probablemente sea un sinónimo de Palaeonummulites y no del extinto Nummulites.

## Clasificación
En Monetulites no se ha considerado ninguna especie.